# 市村 (小惑星)
市村（いちむら、23628 Ichimura）は小惑星帯に位置する小惑星。埼玉県のアマチュア天文家、佐藤直人が1996年に秩父市で発見した。
埼玉県のアマチュア天文家で、1987年11月には市村彗星 (C/1987 W1 (Ichimura)) を発見、2005年から2008年までに4個の超新星 (2005lx, 2007ss, 2008A, 2008hi) を発見した市村義美にちなんで、2009年6月に命名された。